# Hemiculter leucisculus
 Hemiculter leucisculus és una espècie de peix cipriniforme de la família dels ciprínids.

## Morfologia
Els mascles poden assolir els 23 cm de longitud total.

## Distribució geogràfica
Es troba a la Xina, Corea, Hong Kong, Japó, el riu Amur i Mongòlia. Ha estat introduït a l'Iran.